# Headstrong Tour Across America
Headstrong Tour Across America foi a primeira turnê da cantora Ashley Tisdale, realizada em 2007 para promover o álbum Headstrong. A turnê passou por dez shoppings de cidades famosas dos EUA. A turnê aconteceu vários meses depois do lançamento do álbum mas coincidiu com o lançamento de seu primeiro DVD, There's Something About Ashley.
No começo de 2008, o fã site MissTisdale.net  publicou um video com o concerto completo, com clipes de apresentações de três cidades americanas, mas no video ele colocaram o som do CD.

## Repertório do Concerto
1. "Headstrong"
2. "Not Like That"
3. "He Said, She Said"

## Datas da Turnê
| América do Norte   |               |                |                      |
| 14 de Outubro 2007 | Columbus      | Estados Unidos | Polaris Mall         |
| 16 de Outubro 2007 | Chicago       | Estados Unidos | Orland Square        |
| 17 de Outubro 2007 | Milwaukee     | Estados Unidos | Southridge Mall      |
| 18 de Outubro 2007 | Washington DC | Estados Unidos | Montgomery Mall      |
| 20 de Outubro 2007 | New York      | Estados Unidos | Roosevelt Field Mall |
| 23 de Outubro 2007 | Philadelphia  | Estados Unidos | Willow Grove Park    |
| 25 de Outubro 2007 | Nashville     | Estados Unidos | Opry Mills           |
| 29 de Outubro 2007 | Minneapolis   | Estados Unidos | Mall of America      |
| 30 de Outubro 2007 | Kansas City   | Estados Unidos | Independence Center  |
| 1 de Novembro 2007 | Dallas        | Estados Unidos | Stonebriar Mall      |